# Hoằng Hóa (xã)
Hoằng Hóa là một xã thuộc tỉnh Thanh Hóa, Việt Nam.
Xã Hoằng Hóa được thành lập ngày 16 tháng 6 năm 2025 theo Nghị quyết số 1686/NQ-UBTVQH15  của Ủy ban Thường vụ Quốc hội  trên cơ sở sáp nhập  toàn bộ diện tích tự nhiên, quy mô dân số của thị trấn Bút Sơn và các xã Hoằng Đức, Hoằng Đồng, Hoằng Đạo, Hoằng Hà, Hoằng Đạt thuộc huyện Hoằng Hóa, tỉnh Thanh Hóa . Xã này chính thức hoạt động từ ngày 01 tháng 7 năm 2025.